# 中山证券
中山证券有限责任公司，简称中山证券，成立于1992年11月，是一家总部位于深圳市南山区的全国性综合类证券公司。在证监会公布的2017年证券公司分类结果中，中山证券被评为BBB级。

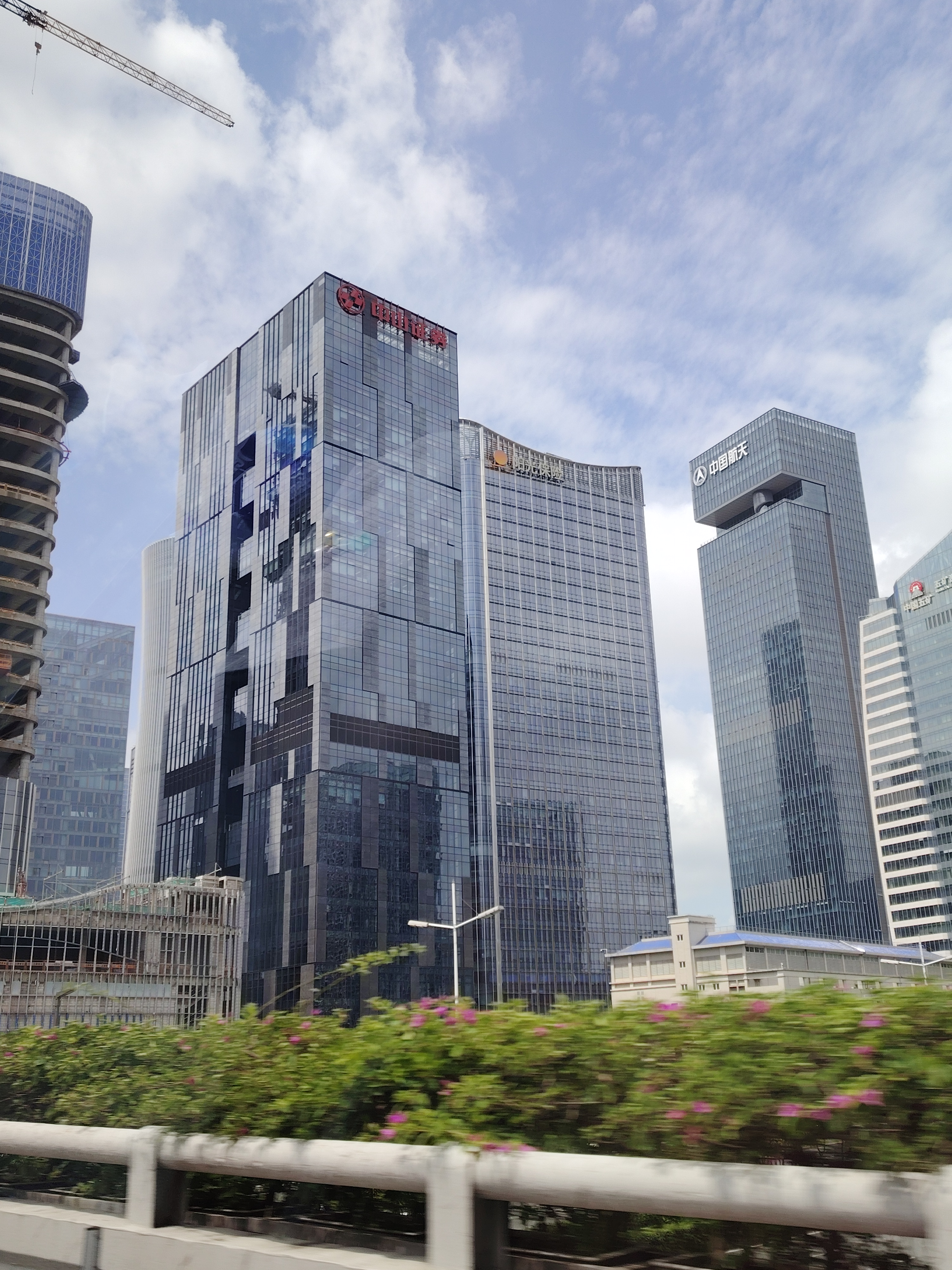
左起第一座即为中山证券总部

## 处罚与风险事件

### 债券受托管理失职遭监管
中山证券作为都江堰兴堰投资公司2015年非公开发行的“15都江堰”公司债的受托管理人，未能发现都江堰兴堰投资公司将债券募集资金拆借给关联方的事实。2017年9月，四川证监局对中山证券采取出具警示函措施。
2021年7月24日，中国证券监督管理委员会发布《2021年证券公司分类结果》，其中中山证券被评为CCC级，与2020年持平。